# Gowhardan
Gowhardan (em persa: گوهردان, romanizada como Gowhardān; também conhecida como Gogordyan) é uma aldeia do distrito rural de Kurka, situada no distrito central de Astaneh-ye Ashrafiyeh, na província de Gilan, no Irã. No censo de 2006, sua população era de 344, em 116 famílias.